# 関成煥
関 成煥（せき しげあきら）は、備中国新見藩の第7代藩主。新見藩関家8代。

## 略歴
寛政10年（1798年）10月18日、第6代藩主・関長輝の長男として生まれる（次男との説もある）。文化11年（1814年）2月28日、将軍徳川家斉に拝謁する。文政2年（1819年）11月21日、父長輝の隠居により家督を継いだ。同年12月16日、従五位下備前守に叙任する。
天保7年（1836年）7月5日、次男の長発が早世する。そのため、播磨国三日月藩から従弟の長道を養子に迎えた。天保12年（1841年）閏1月20日、隠居し、養子の長道に家督を譲った。その後は東翁と名乗って俳諧の研究に専念したといわれている。安政2年（1855年）11月21日に死去した。享年58。

## 系譜
- 父：関長輝（1777-1826）
- 母：不詳
- 室：不詳
  - 長男：陽之助
  - 次男：関長発
- 養子
  - 男子：関長道（1815-1858） - 森長義の次男